# Rorisita
La rorisita és un mineral de la classe dels halurs, que pertany al grup de la matlockita. Rep el seu nom del llatí roris, rosada.

## Característiques
La rorisita és un halur de fórmula química CaFCl. Cristal·litza en el sistema tetragonal. La seva duresa a l'escala de Mohs és 2. És un mineral inestable a l'aire, deixant un residu de fluorita.
Segons la classificació de Nickel-Strunz, la rorisita pertany a «03.DC - Oxihalurs, hidroxihalurs i halurs amb doble enllaç, amb Pb (As,Sb,Bi), sense Cu» juntament amb els següents minerals: laurionita, paralaurionita, fiedlerita, penfieldita, laurelita, bismoclita, daubreeïta, matlockita, zavaritskita, zhangpeishanita, nadorita, perita, aravaipaïta, calcioaravaipaïta, thorikosita, mereheadita, blixita, pinalita, symesita, ecdemita, heliofil·lita, mendipita, damaraïta, onoratoïta, cotunnita, pseudocotunnita i barstowita.

## Formació i jaciments
Va ser descoberta a la mina de carbó No. 45, a la localitat de Kopeisk, a l'óblast de Txeliàbinsk, al Districte Federal dels Urals (Rússia). També ha estat descrita en un altre indret proper, el dipòsit de molibdè i tungstè de Tyrnyauz, a la vall de Baksan, a la república Kabardino-Balkària. Només ha estat descrita en aquests dos indrets en tot el planeta.